# Villenhofer Maar
Das Villenhofer Maar ist ein künstlich angelegtes Gewässer in Brühl, einer Stadt im Rhein-Erft-Kreis in Nordrhein-Westfalen. Es ist Teil der durch den Abbau von Braunkohle entstandenen Villeseen im Südrevier des Naturparks Rheinland. Seinen Namen erhielt der See von einem mittlerweile nicht mehr existenten Bauernhof, dem Villenhof.

## Lage
Das Gewässer liegt im Naturpark Rheinland zwischen dem Erftstädter Stadtteil Libar im Westen und Brühl im Osten. Nördlich des Villenhofer Maars liegt der Entenweiher, westlich der Donatussee und südwestlich das Naturschutzgebiet Zwillingssee. Im Südosten liegt, durch den Pingsdorfer Bach vom Villenhofer Maar getrennt, der Forsthausweiher. Nordöstlich des Sees befindet sich der Pingsdorfer See. Von ihm besteht über den Tongraben ein Zufluss zum Villenhofer Maar. Östlich des Maars liegt das Naturschutzgebiet Am Schnorrenberg.

## Geschichte
Das Maar entstand, nachdem der Abbau von Braunkohle in diesem Gebiet bereits 1936 eingestellt worden war. Es handelt sich damit um eines der ältesten Gewässer in der Ville. Im Herbst 1966 umfasste das weiherartige Gewässer eine Fläche von 1,87 Hektar (ha) bei einer mittleren Tiefe von 1,5 Metern und einer maximalen Tiefe von 2,5 Metern. Seit 1972 ist es Teil eines Landschaftsschutzgebietes, der 1984 in ein Naturschutzgebiet umgewandelt wurde. In dieser Zeit wurde das Villenhofer Maar bis 1980 ausschließlich durch Grundwasser gespeist. Dadurch kam es zu einer starken Absenkung des Seespiegels. Anfang der 1980er Jahre wurde eine Verbindung zum südöstlich gelegenen Tongraben geschaffen, um den Wasserstand regulieren zu können.

## Zustand, Fauna und Flora sowie Nutzung
Der alkalische See ist mit Schwermetallen, insbesondere Sulfaten, belastet. Die Nachweisgrenzen für Kupfer und Zink werden ebenfalls überschritten. Gleiches gilt für den für Kulturböden festgesetzten Grenzwert für Blei. Zwischen den 1960er und 1990er Jahren nahm die Zahl an Planktonarten von 73 im Jahr 1966 auf mehr als 100 Arten im Jahr 1900 zu. Gleichzeitig sank die Individuendichte. Hinsichtlich der Rädertierchen stellen Keratella cochlearis, Polyarthra vulgaris und Ascomorpha ovalis den größten Anteil. In den Jahren 1988/1989 wurden fünf Schneckenarten nachgewiesen, darunter die als potenziell gefährdet angesehene Teichnapfschnecke und die Segmentina nitida. Außerdem gelang ein Nachweis der in NRW vom Aussterben bedrohten Scharlachlibelle. Im gleichen Beobachtungszeitraum wurde nur eine geringe Besiedlung durch Amphibien festgestellt, darunter die Erdkröte und der Grasfrosch. Mit 85 % trug der Aal den größten Anteil zum Fischbestand bei. Weiterhin wurden Rotaugen, Schleie, der Hecht oder Brassen nachgewiesen. Zu den nachgewiesenen Wasservögeln zählte die Stockente, die Blessralle und der Haubentaucher. Die Wasserfläche ist zu einem großen Teil von Seerosen bedeckt; hinzu kommen Laichkräuter und Wasserschläuche. Im See befinden sich drei Angelstege, die für die Freizeitfischerei genutzt werden.